# Eupromerella versicolor
Eupromerella versicolor är en skalbaggsart som först beskrevs av Julius Melzer 1935.  Eupromerella versicolor ingår i släktet Eupromerella och familjen långhorningar. Inga underarter finns listade i Catalogue of Life.